# يوسف زهي (تشابهار)
يوسف زهي (بالفارسية: یوسف زهی) هي قرية تقع في منطقة بولان في إيران. يقدر عدد سكانها بـ 223 نسمة بحسب إحصاء 2016.